# 斑斑
斑斑（英語：Betty Lai Siu Man，1953年9月21日—），原名黎小雯。香港女演員及歌手，其早期的藝名為彬彬，後改為斑斑，斑斑出道於亦是香港前粵語片以及電視演員，主持人。1970年代中期加入電影界，曾是粵語片當紅花旦之一；粵語片式微以後，斑斑投身電視圈，並加入無綫電視，為參與演出長壽綜藝節目《歡樂今宵》的早期臺柱。

## 背景
斑斑出生於香港，祖籍廣東梅縣，香港資深歌壇及影視明星。1970年代以一入行曾改藝名「斑斑」而一眾一班的好友森森曾參加歌唱比賽獲得「香港歌后」榮譽，隨即加入無綫電視，成為TVB第一批簽約的藝人，也成為《歡樂今宵》的開國功臣之一。1973年，森森與胞妹斑斑組成森森斑斑合唱團，1983年離開無綫電視轉投亞洲電視。2000年再婚後移居到澳門，此後暫停娛樂圈的固定工作，但每年均獲邀請前往美國、加拿大、新加坡、馬來西亞等地登台演唱等。1967年在香港歌唱比賽中奪得「香港歌后」榮譽，于同年加入TVB「歡樂今宵」綜藝節目，隨即參演電影、電視等。1973年3月24日開始，每逢星期六晚上8時，斑斑在香港無綫電視。並參與拍攝多部電視劇，1983年轉加入亞洲電視。2000年淡出香港電視圈並移居澳門，從此在結婚後淡出電視圈中息影了17年，早年在香港島中西區居住，於單親家庭長大，母親是西營盤救恩學校的中文科教師，胞姊是藝人森森。斑斑自小已受洗成為基督徒，畢業於救恩學校（幼稚園至小學部）及新法書院大坑分校。6歲開始學習恰恰恰舞，在公開比賽中獲得冠軍，小學一年級參與校內舞蹈、唱聖詩活動。1973年，她與胞姐森森組成森森斑斑合唱團，獲蔡和平相中得到機會參與《歡樂今宵》的演出。因當時流行改藝名，斑斑改了「彬彬」一名。但母親找來相士看過後認為名字不吉利，像樹木被都開了一樣，於是再改有24劃的藝名「斑斑」，沿用至今。1979年，森森斑斑合唱團推出大碟《星星.月亮.冇太陽》。及後在1983年，斑斑在演出《射雕英雄傳》期間轉投亞洲電視。此後，多以演員及主持人身份亮相，更于1985年應邀客串中國中央電視台春節聯歡晚會主持一職。及至2000年後，斑斑淡出娛樂圈，而且與兒子移居澳門生活。其時曾在顧問公司「L&B Consultant Ltd.」擔任總監一職。現時間中會參與電視台的歌唱節目或演唱會活動。

## 感情生活
斑斑曾與男演員李岡拍拖，至1986年分手。前夫為香港演員惠天賜，两人1996年結婚並育有一子惠建豪（1996年09月16日出生），2001年离婚。斑斑也曾與羅石青有過一段情，但羅最後因病自殺。

## 電視劇

### 無綫電視
- 1976年：《CID》（第8集）飾 玲
- 1978年：《人海奇譚之亡命英雄》
- 1981年：《封神榜》飾 玉石琵琶精
- 1983年：《射雕英雄傳》飾 韓小瑩

### 亞洲電視
- 1983年：《再向虎山行》飾 歐陽雪
- 1983年：《福星闖天下》
- 1984年：《武則天》飾 王皇后
- 1984年：《琴劍恩仇》 飾 孫二娘
- 1985年：《萍蹤俠影錄》飾 澹台鏡明
- 1985年：《八仙過海》飾 白牡丹
- 1986年：《越女劍》飾 獨孤姬公主
- 1986年：《西施》 飾 越夫人
- 1987年：《女捕快》 飾 段燕翹
- 1988年：《狂俠.天驕.魔女》飾 柳清瑤
- 1988年：《大宦官》
- 1989年：《安樂茶飯》
- 1989年：《皇家檔案之馬路英雄》飾 陳馬麗
- 1989年：《皇家檔案III之野狼》飾 佩芝
- 1989年：《天劍絕刀》飾 左文娟
- 1990年：《血染紫禁城》飾 丁秀鳳
- 1990年：《佳偶天成》
- 1990年：《第三間電台》
- 1994年：《冬日驕陽》
- 1995年：《新包青天·義膽柔情》飾 嫂嫂
- 1995年：《城中姊妹花II子夜情人》飾 馮秀芳(Janet)
- 1996年：《女人啊！女人》
- 1996年：《千王之王重出江湖》飾 鍾碧玉
- 1997年：《97變色龍》飾 藍碧玉
- 1997年：《我來自潮州》飾 利芝
- 1997年：《肥貓正傳》飾 謝惠嫻
- 1997年：《屋企有個肥大佬》飾 吳翠儀
- 1999年：《肥貓正傳II》飾 亞玲
- 2000年：《曲終情未了》飾 駱潔瑤

### 香港電台
- 1983年：《臨岐：亞玲的故事》飾 舞女亞玲

### 中國大陸/其他
- 2015年：《芙蓉锦》飾 沈夫人
- 2022年：《黑金風暴》飾 江嘉玲

## 綜藝節目（TVB）
- 1973年-1983年：《歡樂今宵》
- 2010年：《今日VIP》（9月15日）
- 2019年：《流行經典50年》 演唱嘉賓
- 2023年：《阮兆輝演藝70樂今宵》

## 電影
- 《多咀街》 (1974)
- 《啼笑夫妻》 (1974)
- 《老夫子》 (1975)

## 唱片
- 1979年：《星星.月亮.冇太陽》
- 1987年：《發》
- 1987年：《Boy Friend》

## 演唱會
- 2006年12月14-17日：《森森‧斑斑情繫香港演唱會》（香港理工大學 賽馬會綜藝館）
- 2010年9月21-22日：《森森‧斑斑中秋響屯門演唱會》 （页面存档备份，存于）（屯門大會堂 演奏廳）
- 2015年1月12日：《歡樂慶今宵演唱會2015》 （页面存档备份，存于）（香港文化中心 音樂廳）

## 外部連結
- 姊姊妹妹唱起來~森森斑斑
- 斑斑的Facebook專頁
- 森森&斑斑facebook專頁 （页面存档备份，存于）
- 斑斑在香港影庫上的簡介